# ژرمی رنیر
ژرمی رنیر (به انگلیسی: Jérémie Renier) (زاده ۶ ژانویه ۱۹۸۱) بازیگر بلژیکی است.
از فیلم‌های معروف او می‌توان به بازی در فیلم در بروژ، عاشق دوگانه، ابدیت و نوامبر اشاره کرد.